# Воичештиј дин Вале (Валча)
Воичештиј дин Вале (рум. Voiceștii din Vale) насеље је у Румунији у округу Валча у општини Воичешти. Oпштина се налази на надморској висини од 135 m.

## Становништво
Према подацима из 2002. године у насељу је живело 257 становника.

### Попис2002.
| Расподела становништва по националности 2002.‍ | Расподела становништва по националности 2002.‍ | Расподела становништва по националности 2002.‍ | Расподела становништва по националности 2002.‍ | Расподела становништва по националности 2002.‍ |
| --------------------------------------------- | --------------------------------------------- | --------------------------------------------- | --------------------------------------------- | --------------------------------------------- |
|                                               |                                               |                                               |                                               |                                               |
| Румуни                                        | Румуни                                        |                                               | 238                                           | 92,6%                                         |
| други                                         | други                                         |                                               | 19                                            | 7,4%                                          |